# Coelioxys barbata
Coelioxys barbata är en biart som beskrevs av schwarz, Michener och > 1954. Coelioxys barbata ingår i släktet kägelbin, och familjen buksamlarbin. Inga underarter finns listade i Catalogue of Life.